# Batalla del río Lupia
La batalla del río Lupia fue un combate en 11 a. C. entre un ejército romano comandado por el hijo adoptivo de César Augusto, Druso el Mayor, y la tribu germana de los sugambros. Druso derrotó a los germanos, obligando a la mayoría de la tribu de los sugambros a desplazarse a la orilla oeste del Rin.